# 市府路街道
市府路街道，是中华人民共和国贵州省貴陽市南明区一个已撤销的街道办事处。
2012年前，下辖：市府路社区、公园南路社区、法院街社区、都司西路社区和博爱路社区。2012年8月14日，贵阳市人民政府通知决定撤销49个街道办事处，设立90个社区服务中心。